# Pere Puig i Pulido
Pere Puig i Pulido (20 de desembre de 1932) és un jugador d'escacs català.
El 1961 fou subcampió d'Espanya per darrere de Jaume Lladó Lumbera.
Fou en dues ocasions campió absolut de Catalunya en els anys 1961 i 1968, i subcampió en els anys 1964 i 1972.
Puig ha participat, representant Espanya, en dues Olimpíades d'escacs en els anys 1960 i 1962, amb un resultat de (+7 =8 –7), per un 50,0% de la puntuació. El seu millor resultat el va fer a l'Olimpíada del 1960 en puntuar 6½ d'11 (+4 =5 -2), amb el 59,1% de la puntuació.